# Zašovice
Zašovice (německy Zaschowitz, Saschowitz) jsou obec v okrese Třebíč v Kraji Vysočina. Leží asi 10 km na severozápad od města Třebíče. Žije zde 138 obyvatel.
Sousedními obcemi sídla jsou Kněžice, Číchov, Heraltice, Radonín, Okříšky a Přibyslavice.

## Přírodní poměry
Nadmořská výška obce je 610 metrů nad mořem. Dominantou je Salátův kopec, vysoký 661 metrů. Nedaleko obce pramení Stařečský potok.

## Historie
První zmínky o Zašovicích se nachází v Přibyslavických listech a pochází z roku 1224, dle jiných zdrojů však první písemná zmínka o vsi pochází až z roku 1386. Od počátku byli součástí Heraltic a s nimi později i brtnického panství. 
V roce 1468 po válce s Uhry byly vesnice poblíž Heraltic velmi zpustošeny a některé byly opuštěny a již nebyly obnoveny. Zašovice také zanikly a obnoveny byly až na počátku 16. století. Blízká vesnice Malé Petrůvky však již obnovena nebyla. V roce 1491 byl majetek v Heralticích potvrzen Přibíkovi z Miličína a ten v roce 1505 již svobodný majetek prodal Zdeňkovi a Burianovi z Valdštejna a tím se Heraltice staly majetkem brtnického panství. V tu dobu patřila Brtnice Valdštejnům, roku 1528 byl jediným majitelem rozsáhlého panství Burian z Valdštejna a na Brtnici. Následně pak roku 1600 získal panství Zdeněk Brtnický z Valdštejna. V roce 1662 se stali majiteli Brtnice Collaltové.
V roce 1678 již jsou uváděny čtyři obydlené domy, dalších 6 jich obydleno nebylo. V roce 1856 byla ve vsi postavena kaple. V roce 1870 byly spojeny vesnice Zašovice a Nová Brtnice, kdy Nová Brtnice spadala nově pod Zašovice. Později byl připojen k obci také Radonín. V roce 1892 byla ve vsi postavena jednotřídní škola, ta pak byla zrušena v roce 1974.
V roce 1942 byl ve vsi založen Sbor dobrovolných hasičů a v roce 1947 byla vesnice elektrifikována a roku 1949 byla dolní část vesnice kanalizována, horní část byla kanalizována a propojena vodovodem až v roce 1961. V letech 1966 a 1967 byl postaven kulturní dům, o rok později byla opravena budova školy a postaven kravín. V roce 1972 bylo místní JZD začleněno do JZD Okříšky. V roce 1980 byla obec začleněna pod Okříšky, od roku 1990 je pak obec opět osamostatněna. V roce 2005 byla bývalá budova školy prodána středisku Chaloupky. V roce 2009 získala vesnice právo používat znak a prapor.
V roce 2021 bylo oznámeno, že se připravuje projekt obchvatu obce, jeho stavba má trvat dva roky a dosáhnout ceny 400 milionů korun. Obec má obejít severním směrem.
Do roku 1849 patřily Zašovice do brtnického panství, od roku 1850 patřily do okresu Jihlava, pak od roku 1855 do okresu Třebíč. Mezi lety 1980 a 1990 patřily Zašovice pod Okříšky, následně se obec osamostatnila.
| Rok            | 1869 | 1880 | 1890 | 1900 | 1910 | 1921 | 1930 | 1950 | 1961 | 1970 | 1980 | 1991 | 2001 |
| Počet obyvatel | 272  | 284  | 284  | 275  | 266  | 266  | 275  | 232  | 255  | 219  | 182  | 144  | 127  |

## Části obce
- Zašovice
- Nová Brtnice

Mezi lety 1850 a 1895 k obci patřil i Radonín.

## Politika
Obec je součástí mikroregionu Černé lesy.

### Místní zastupitelstvo
V letech 2006–2010 působil jako starosta Josef Běhal, od roku 2010 tuto funkci zastával Pavel Teplan a od roku 2018 Denisa Šindlerová, později Denisa Černochová.

### Volby do Poslanecké sněmovny
|       | 2006               | 2010               | 2013               | 2017               | 2021                  |
| ----- | ------------------ | ------------------ | ------------------ | ------------------ | --------------------- |
| 1.    | ČSSD (41,66 %)     | ČSSD (27,63 %)     | ČSSD (23,25 %)     | ANO (31,16 %)      | ANO (41,55 %)         |
| 2.    | ODS (23,61 %)      | KSČM (14,47 %)     | KSČM (12,79 %)     | KSČM (11,68 %)     | Piráti+STAN (20,77 %) |
| 3.    | KSČM (11,11 %)     | TOP 09 (13,15 %)   | TOP 09 (11,62 %)   | Piráti (9,09 %)    | SPOLU (14,28 %)       |
| účast | 70,59 % (72 z 102) | 72,38 % (76 z 105) | 69,92 % (86 z 123) | 75,49 % (77 z 102) | 75,73 % (78 z 103)    |

### Volby do krajského zastupitelstva
|      | 1.                    | 2.                     | 3.                       | účast              |
| ---- | --------------------- | ---------------------- | ------------------------ | ------------------ |
| 2000 | SV (25 %)             | SNK (20 %)             | 4KOALICE (15 %)          | 36,03 % (40 z 111) |
| 2004 | KDU-ČSL (28,2 %)      | ODS (23,07 %)          | ČSSD (20,51 %)           | 41,06 % (39 z 95)  |
| 2008 | ČSSD (58,18 %)        | ODS (18,18 %)          | KSČM (9,09 %)            | 53,4 % (55 z 103)  |
| 2012 | ČSSD (36,73 %)        | Pro Vysočinu (30,61 %) | KSČM (10,2 %)            | 49,04 % (51 z 104) |
| 2016 | ČSSD (18,18 %)        | KSČM (18,18 %)         | TOP 09+SZ (18,18 %)      | 42,72 % (44 z 103) |
| 2020 | STAN+SNK ED (27,65 %) | ČSSD (25,53 %)         | ANO (17,02 %)            | 44,34 % (47 z 106) |
| 2024 | ANO (46,15 %)         | Piráti (19,23 %)       | ODS+TOP 09+STO (13,46 %) | 48,6 % (52 z 107)  |

### Prezidentské volby
V prvním kole prezidentských voleb v roce 2013 první místo obsadil Miloš Zeman (19 hlasů), druhé místo obsadil Jan Fischer (16 hlasů) a třetí místo obsadil Jiří Dienstbier (15 hlasů). Volební účast byla 68,93 %, tj. 71 ze 103 oprávněných voličů. V druhém kole prezidentských voleb v roce 2013 první místo obsadil Miloš Zeman (46 hlasů) a druhé místo obsadil Karel Schwarzenberg (20 hlasů). Volební účast byla 64,42 %, tj. 67 ze 104 oprávněných voličů.
V prvním kole prezidentských voleb v roce 2018 první místo obsadil Miloš Zeman (38 hlasů), druhé místo obsadil Jiří Drahoš (15 hlasů) a třetí místo obsadil Michal Horáček (6 hlasů). Volební účast byla 66,99 %, tj. 69 ze 103 oprávněných voličů. V druhém kole prezidentských voleb v roce 2018 první místo obsadil Miloš Zeman (46 hlasů) a druhé místo obsadil Jiří Drahoš (36 hlasů). Volební účast byla 81,19 %, tj. 82 ze 101 oprávněných voličů.
V prvním kole prezidentských voleb v roce 2023 první místo obsadil Andrej Babiš (36 hlasů), druhé místo obsadil Petr Pavel (29 hlasů) a třetí místo obsadila Danuše Nerudová (15 hlasů). Volební účast byla 76,61 %, tj. 95 ze 124 oprávněných voličů. V druhém kole prezidentských voleb v roce 2023 první místo obsadil Andrej Babiš (42 hlasů) a druhé místo obsadil Petr Pavel (39 hlasů). Volební účast byla 73,64 %, tj. 81 ze 110 oprávněných voličů.

## Doprava

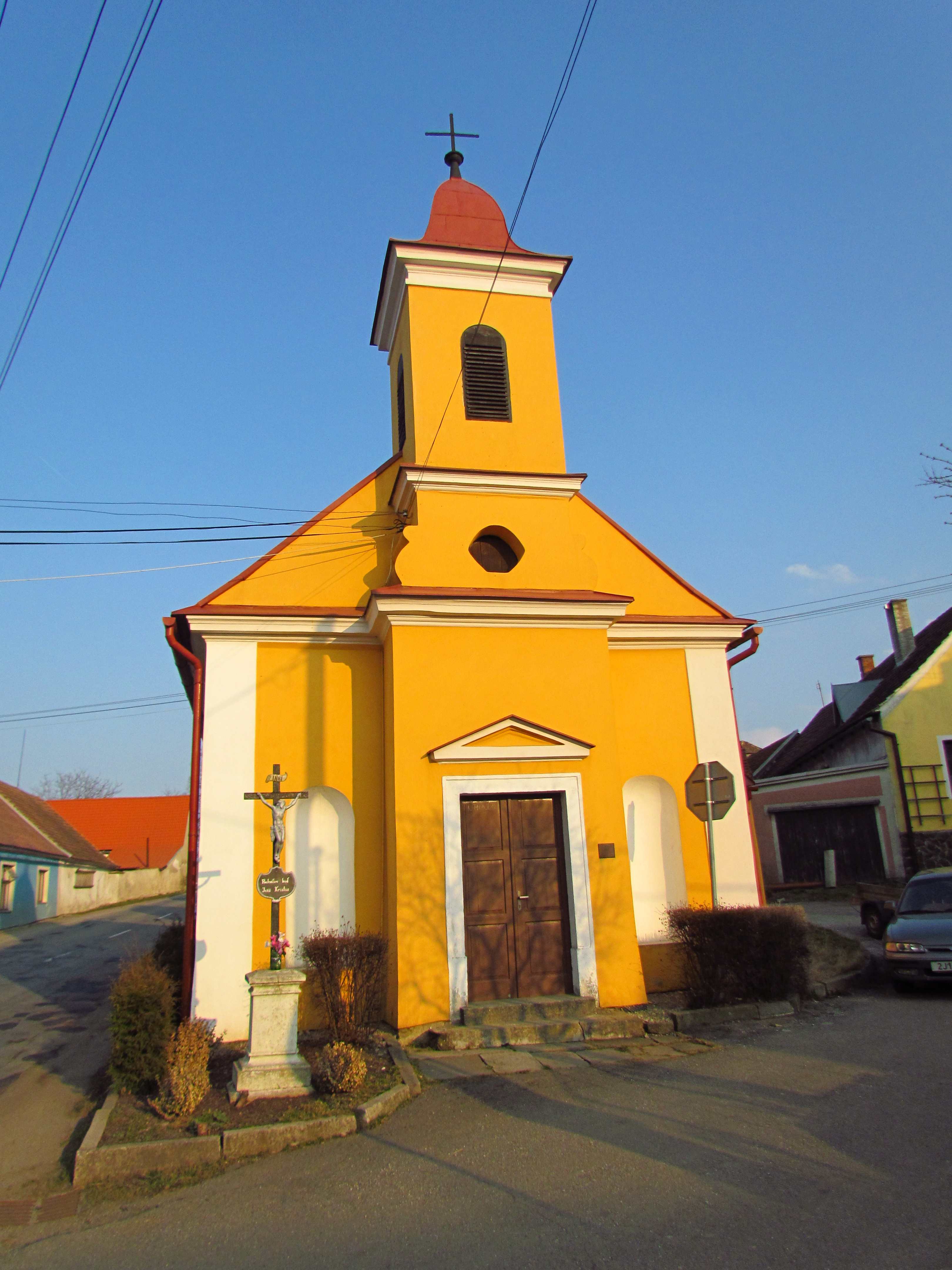
Kaple Panny Marie Karmelské

Obcí prochází silnice druhé třídy II/405. 

## Pamětihodnosti
Na návsi stojí kaple Panny Marie Karmelské z 19. století. Slouží se zde mše jednou do roka v neděli před svátkem svaté Anny. Podle tradice zde byly nalezeny v 18. století římské mince z období císaře Justiniána. Byly prodány židovským obchodníkům v Třebíči.